# Erinnerungsabzeichen der Schwarzen Legion (Ustascha)
Das Erinnerungsabzeichen der Schwarzen Legion (kroatisch Spomen-znak Crne legije) ist eine im Jahr 1943 gestiftete Auszeichnung des Unabhängigen Staates Kroatien. Verliehen wurde das Abzeichen als Anerkennung für die militärischen Leistungen der sogenannten „Schwarzen Legion“, einer militärischen Elite-Einheit der Ustascha-Miliz.
Das Tragerecht hatten alle Angehörigen der „Schwarzen Legion“ und anderer militärischer Formationen, welche in der Zeit zwischen Februar 1942 und dem 9. April 1942 an den Kämpfen gegen „die Rebellen an der östlichen Grenze Kroatiens“ teilgenommen hatten. An diesem 9. April 1942 erreichte die Schwarze Legion nach schweren Kämpfen den Fluss Drina, die damalige Ostgrenze des Unabhängigen Staates Kroatien zu Serbien.
Das 6 × 6 cm große Abzeichen wurde auf der linken Brusttasche getragen; befestigt mit einer rückseitigen vertikalen Fibel. Es hat die Form und Aussehen eines gespaltenen Wappenschildes. Das erste Feld ist mit einer stilisierten Ziegelwand ausgefüllt; aufliegend das Staatswappen. Das zweite Feld füllt die stilisierte Darstellung des Flusses Drina mit der Feldüberschrift DRINA. Beide Felder werden von einem aus dem ersten Feld in das zweite Feld gerichteten Messer mit der Klingenaufschrift SLOBODA (FREIHEIT) überlagert. Entlang der Unterseite des gesamten Wappenschildes befindet sich die Aufschrift CRNA LEGIJA (SCHWARZE LEGION). Es ist aus minderwertigen Metall gefertigt und mit Lackfarbe koloriert. Hersteller war die Firma Braća Knaus in Zagreb.
Als Bestätigung der Verleihung erhielt der Ausgezeichnete eine kartenförmige Bescheinigung mit Lichtbild.